# ロレッタセコハン
ロレッタセコハン（Roletta Secohan）は、福岡県で結成されたバンド。バンド名の由来は映画「ブルース・ブラザース」の日本語吹き替え版の中の「このオルガン、セコハンのうえに音がロレってるぜ」というセリフから。1994年結成、2009年活動再開。

## メンバー
- 出利葉信之 （アルトサックス） - オリジナルメンバー。
- 田中徳崇 （ドラムス） - Tokyo Confluxなどで活動。

## 元メンバー
- 豊嶋義之 （ベース、ボーカル） - 2005年9月脱退。
- 時津梨乃 （ドラムス） - 1998年加入、2008年6月脱退。高校時代に椎名林檎とバンドを組んでいた[1]。
- 梶山剛 （ギター） - SPARTA LOCALSでも活動していた。

## 作品

### アルバム
- 前衛フランス/URBAN GAL de FRANCE （2001年2月27日）
  1. 1日7拍子
  2. ロックソロール
  3. 雨音はションベンの調べ
  4. ploplop
  5. バプロック
  6. 速い奴
  7. 前衛フランス
  8. cry Z
  9. MOJO Dance On The Bed
- ゴットハムの三りこう （2002年4月27日）
  1. ラバーマン (ゴム男)
  2. 涙目の店員
  3. ラリポップ
  4. We wanna get Japanese yen
  5. 腑抜け
  6. disco discord
  7. abstraction construct
  8. 逃げた女
- 成長の記録 (による活動資金調達) （2003年4月25日）
  1. フラフラ
  2. タランチュラ
  3. 即説咒日
  4. 地の果て
  5. 三連短
  6. 閉ざされた世界
  7. 尻上り
  8. サティスフィクション
  9. 巨大迷路
  10. 偉業
  11. Work for nothing
  12. 6667
  13. 再々構築
  14. ニューラテンクオーター
- まくり差し （2004年7月22日）
  1. ロレッタセコハンのファンファーレ
  2. 暴走列車で行こう
  3. ジェシカ・ザ・ストリッパー
  4. ロー&ルー
  5. そこら辺のブルース
  6. ストレンジ・デイ
  7. 循環
  8. POPGUN
  9. 華麗なる失格
  10. 文明のしもべ
  11. スカスカ
  12. おとなの事情
- ポップ来るべきもの/THE SHAPE OF POP TO COME （2008年3月19日）
  1. This is ROLETTA SECOHAN
  2. しびれる感じ
  3. CHECK YOUR BED
  4. 肯定のブルース
  5. やぶからぼう
  6. ヅンデレラ
  7. ワン ドア トゥ ロック
  8. 誤拍子
  9. rock and stroll
  10. Funk Money
  11. ロストカーニバル
  12. 赤のカーニバル

### オムニバス参加アルバム
- BRUSHING WORKS INTERPLAY PRESENTS Redevelopment （2001年11月21日）
  - M-3「マルセロ」、M-8「I don't wanna be your dog」で参加。